# Evasi0n
evasi0n — утиліта для виконання непривязанного джейлбрейка операційної системи iOS 6.0-6.1.2 і 7.0-7.0.6, випущена 4 лютого 2013 року. У перші чотири дні після релізу, утиліта була завантажена, і, ймовірно, встановлена на пристрої 4 мільйони разів. 22 грудня 2013 року команда evad3rs випустила нову версію утиліти evasi0n — evasi0n7, в якій була реалізована підтримка iOS 7.х. Фінальний реліз iOS 7.1 виправив всі уразливості, використовувані утилітою, що ознаменувало припинення розробки інструменту.